# Any Which Way
Any Which Way è una canzone della band statunitense Scissor Sisters, secondo singolo estratto dal loro terzo album Night Work. Il singolo è stato pubblicato il 20 settembre 2010.
La canzone è stata scritta da Babydaddy, Jake Shears e Stuart Price, e prodotta da quest'ultimo.

## Tracce
UK CD single
1. Any Which Way
2. Sex Exciter

UK 12" single
1. Any Which Way
2. Any Which Way (Carte Blanche Remix)

UK iTunes single / AUS Digital EP
1. Any Which Way
2. Any Which Way (7th Heaven Remix)
3. Any Which Way (Carte Blanche Remix)
4. Any Which Way (Live from the Roundhouse)

## Classifiche
| Classifica (2010) | Posizione raggiunta |
| ----------------- | ------------------- |
| Regno Unito       | 81                  |
| Spagna            | 30                  |